# Capitanía de Alagoas
La capitanía de Alagoas fue una de las capitanías del Brasil creadas al final del período colonial, el 16 de septiembre de 1817, desmembrándola de la capitanía de Pernambuco, de la cual era una comarca desde 1711. La capital fue la villa de Santa Maria Madalena da Lagoa do Sul, posteriormente denominada Alagoas (actual Marechal Deodoro).

## Historia
La costa del actual estado de Alagoas fue reconocida por navegantes portugueses desde 1501. Fue zona de acción de contrabandistas de palo brasil (Paubrasilia echinata).
Con el establecimiento, por la Corona portuguesa del sistema de capitanías hereditarias para la colonización del Brasil (1534), su actual territorio estaba comprendido en la Capitanía de Pernambuco. Su ocupación remonta a la fundación de la villa del Penedo (1545), en las márgenes del río São Francisco, por el donatario Duarte Coelho y al establecimiento de ingenios de azúcar por el alemán Cristóvão Lins en la región sur de la capitanía.
En sus costas se produjo el naufragio de la nao Nossa Senhora da Ajuda y la subsecuente masacre de los sobrevivientes, entre los cuales estaba el obispo Pero Fernandes Sardinha, por los caetés (1556), el episodio sirvió de justificativo para la guerra de exterminio llevada a cabo contra esos indígenas por la Corona portuguesa.
Al comenzar el siglo XVII, además de la producción de caña de azúcar, la región de Alagoas era gran productora regional de harina de mandioca, tabaco, ganado y pescado seco, consumidos en la propia capitanía. Durante la segunda de las invasiones neerlandesas del Brasil (1630-1654), su litoral se tornó el palco de violentos combates, en cuanto que, en las sierras en su interior, se multiplicaron los quilombos, con los africanos evadidos de los ingenios de Pernambuco y de la capitanía de Bahía. Quilombo de los Palmares, el más famoso, llegó a contar con 20.000 almas en su apogeo.
Constituyose en la comarca de Alagoas en 1711, aunque subordinada a Pernambuco.
En consecuencia de la Revolución Pernambucana de 1817, logró obtener autonomía por el decreto de 16 de septiembre de ese mismo año. Su primer gobernador, Sebastião Francisco de Melo e Póvoas, asumió la función el 22 de enero de 1819. Su primera capital fue establecida en la villa de Santa Maria Madalena da Lagoa do Sul.
En las vísperas de la independencia del Brasil, el 28 de febrero de 1821 se volvió una provincia, condición que mantuvo durante el Imperio.
Durante el Imperio (1822-1889), sufrió los reflejos de movimientos como la Confederación del Ecuador (1824) y la Cabanagem (1835-1840). La ley provincial del 9 de diciembre de 1839 transfirió la capital de la provincia de la ciudad de Alagoas, para la villa de Maceió, entonces elevada a ciudad.
Con la proclamación de la República Brasileña (1889), se volvió el actual estado de Alagoas.